# Tô Ligado em Você
Tô Ligado em Você é o terceiro álbum de estúdio da dupla brasileira Sandy & Junior, lançado em 1993, pela gravadora PolyGram. A produção é de Xororó, com participação de Noely e Feio.
Marca um novo rumo no estilo musical (e também no visual) da dupla, ao explorar ritmos e gêneros musicais dos anos 50, além de música pop e baladas, contrapondo-se as canções de música sertaneja dos dois primeiros álbuns.
Para divulgá-lo, os irmão apareceram em um número substancial de programas de TV e rádio, muitas vezes caracterizando-se com figurinos típicos dos anos de 1950, bem como entraram em uma turnê e lançaram três singles: "Tô Ligado Em Você", "Primeiro Amor" e "Splish Splash".
A recepção do público foi favorável e as vendas superaram as 500 mil cópias, o que rendeu novos discos de ouro e platina.

## Antecedentes e produção

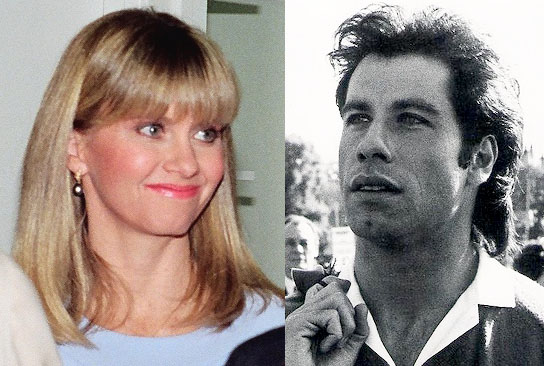
Olivia Newton-John e John Travolta, os dois atores protagonistas do filme Grease, que inspirou o álbum da dupla.

Em 1993, a dupla Sandy e Junior, já haviam marcado o mercado fonográfico brasileiro, com dois álbuns: Aniversário do Tatu (1991) e Sábado à Noite (1992), ambos conquistaram um disco de ouro e tinham vendas de 230 mil e 310 mil, respectivamente, número que foi aumentado com o passar dos anos e relançamentos em mídia física e outros formatos.
Marcados pelos arranjos da música sertaneja, eram reflexo do que o produtor, pai e cantor Xororó, da dupla com Chitãozinho, vinha fazendo em sua própria carreira. Aos irmãos, cabia apenas cantar o que era selecionado pelos pais. Segundo Sandy "Quando começamos, a gente queria cantar, não importava o quê. Como meu pai produzia nossos CDs, todos tinham sertanejo".
O terceiro trabalho fonográfico deu uma guinada em direção ao pop e resgatou o clima ingênuo dos anos 50, utilizando come referências não só a regravação de músicas da época como "Splish Splash", mas também a moda e a irreverência.
O filme Grease, de 1978, estrelado por John Travolta (como Danny), Olivia Newton-John (como Sandy), cuja história também acontece nos anos de 1950, é relembrado através da regravação do clássico "You're The One That I Want", que faz parte da trilha sonora. O filme é importante na carreira dos irmãos, uma vez que o nome da cantora foi dado pelos pais em homenagem a personagem principal, de acordo com ela: "Meu pai pegou na mão da minha mãe pela primeira vez assistindo ao filme 'Grease', em 1978".
Uma versão para a canção "Summer Nights", do filme mencionado, chegou a ser gravada mas não obteve a liberação dos direitos autorais. Em entrevista ao podcast de André Piunti, o compositor Feio revelou que o motivo é que os artistas ainda estavam no início da carreira e para os detentores dos direitos receavam não obter os lucros que cogitavam. O produtor afirmou que ainda tem as gravações originais feitas com a dupla.
Um dos singles, intitulado "Primeiro Amor", marca a primeira vez que uma canção romântica foi utilizada como música de trabalho, trata-se de uma versão da canção "First Love", que nos anos de 1980 ficou bastante popular devido a gravação da cantora Nikka Costa.

## Lançamento e divulgação
Lançado em 1993, em três formatos CD, LP e K7, traz sequências diferentes na distribuição das faixas. Por exemplo, na versão em LP e K7, a música que dá nome ao título, "Tô Ligado em Você", abre o lado B do disco, ao passo que na versão em CD ela é a faixa de número três.
Na divulgação, apresentavam-se em diversos programas de televisão, como o Programa Livre, com Serginho Groisman, com o visual idêntico ou semelhante ao da capa, todo inspirado nos anos 50 e no filme Grease. Um videoclipe para a canção "Primeiro Amor", seguindo os mesmos moldes no figurino, também foi lançado, sendo o único single a recebê-lo. Outros programas de TV incluem: uma entrevista com o Jô Soares no programa Jô Soares Onze e Meia, onde interpretaram "Splish, Splash" ao vivo, o Criança Esperança de 1994, no qual fizeram uma performance da faixa-título, um especial exibido na Rede Manchete, onde quase todas as faixas foram performadas.[carece de fontes?]
Uma turnê, intitulada Tô Ligado em Você teve apresentações em várias cidades do Brasil, incluindo uma com ingressos esgotados na casa de shows Palladium, em São Paulo, em abril de 1994.

## Recepção comercial
Sucesso em sua época, as vendas superaram a dos dois primeiros discos. Em 1998, a sessão Nossa Vida, do site oficial, constava que as vendas tinham atingido as 360 mil cópias (50 mil a mais que Sábado à Noite, de 1992 e 130 mil a mais que Aniversário do Tatu, de 1991). Em 2002, quando aventuraram-se em uma carreira internacional, foi publicado que as vendas atingiram 450 mil cópias.
A Pro-Música Brasil (PMB) (antiga ABPD), auditou as vendas e o certificou com um disco de ouro duas vezes. A primeira em 1993, a segunda em 1994. Não se sabe se por um erro, o site colocou um disco de ouro no lugar de um de platina ou se ocorreu um erro com o nome do álbum seguinte, que tem nome semelhante: Pra Dançar com Você, cujo lançamento ocorreu em 1994.
Com reedições e relançamentos em vários formatos, estima-se que as vendas estejam em torno de 500 mil cópias.

## Lista de faixas
Créditos adaptados do encarte do LP, K7 e do CD Tô Ligado em Você, de 1993.
| Tô Ligado em Você – Lado A (LP, fita cassete) |                     |                                                    |         |  |
| N.º                                           | Título              | Compositor(es)                                     | Duração |  |
| 1.                                            | "Splish, Splash"    | Bobby Darin Jenn Murray Erasmo Carlos 1            | 2:31    |  |
| 2.                                            | "Primeiro Amor"     | Teddy Randazzo Roger Joyce Kassiano 1 Rocky 1      | 3:25    |  |
| 3.                                            | "Capitão Sujeira"   | Feio Elias Costa Xororó                            | 2:40    |  |
| 4.                                            | "Não Somos Números" | Lorenzo Cherubini Massimo Gabutti Xororó 1 Noely 1 | 3:43    |  |
| 5.                                            | "Coça-Coça"         | Paulo Simões Guilherme Rondon                      | 3:10    |  |
| 6.                                            | "Casa Assombrada"   | Joel Marques Fátima Leão                           | 3:10    |  |
| Duração total:                                | Duração total:      | Duração total:                                     | 18:56   |  |

| Tô Ligado em Você – Lado B (LP, fita cassete) |                        |                                           |         |  |
| N.º                                           | Título                 | Compositor(es)                            | Duração |  |
| 1.                                            | "Tô Ligado em Você"    | John Farrar Feio 1 Xororó 1 Noely 1       | 2:40    |  |
| 2.                                            | "Eu Quero Voar"        | Alessandro Feio Noely                     | 4:08    |  |
| 3.                                            | "Ciumeira"             | Waldir Luz Greyce Xororó                  | 3:02    |  |
| 4.                                            | "Como é Bom Gostar"    | Barry Gibb Robin Gibb Maurice Gibb Feio 1 | 4:19    |  |
| 5.                                            | "Coitadinho do Jacaré" | Elias Muniz Carlos Colla                  | 3:25    |  |
| Duração total:                                | Duração total:         | Duração total:                            | 17:34   |  |

| Tô Ligado em Você – CD |                        |                                                    |         |  |
| N.º                    | Título                 | Compositor(es)                                     | Duração |  |
| 1.                     | "Splish, Splash"       | Bobby Darin Jenn Murray Erasmo Carlos 1            | 2:31    |  |
| 2.                     | "Primeiro Amor"        | Teddy Randazzo Roger Joyce Kassiano 1 Rocky 1      | 3:25    |  |
| 3.                     | "Tô Ligado em Você"    | John Farrar Feio 1 Xororó 1 Noely 1                | 2:40    |  |
| 4.                     | "Eu Quero Voar"        | Alessandro Feio Noely                              | 4:08    |  |
| 5.                     | "Capitão Sujeira"      | Feio Elias Costa Xororó                            | 2:40    |  |
| 6.                     | "Como é Bom Gostar"    | Barry Gibb Robin Gibb Maurice Gibb Feio 1 Dena 1   | 4:19    |  |
| 7.                     | "Ciumeira"             | Waldir Luz Greyce Xororó                           | 3:02    |  |
| 8.                     | "Não Somos Números"    | Lorenzo Cherubini Massimo Gabutti Xororó 1 Noely 1 | 3:43    |  |
| 9.                     | "Coça-Coça"            | Paulo Simões Guilherme Rondon                      | 3:10    |  |
| 10.                    | "Casa Assombrada"      | Joel Marques Fátima Leão                           | 3:10    |  |
| 11.                    | "Coitadinho do Jacaré" | Elias Muniz Carlos Colla                           | 3:25    |  |
| Duração total:         | Duração total:         | Duração total:                                     | 36:13   |  |

- 1 Compositor da versão em português

## Ficha técnica
Fonte: 
- Direção Artística: Max Pierre
- Produzido por: Xororó
- Co-Produção: Feio e Noely
- Arranjo, Regência e Teclados: Julio Teixeira
- Arranjo de cobertura: Feio
- Guitarra, Violão, Banjo, Mandolim, Gaita, Violino, Harpa, Mágicas e Percussão: Feio
- Bateria: Fred Model
- Baixo: Roberto Lly
- Cordas: Giancarlos Pareschi (Violino Spala) / Paschoal Perrotta, Alfredo Vidal e João Daltro (Violinos) / Frederick Stephany (Viola) / Márcio Malard (Cello)
- Metais: Zé Carlos (Sax) / Nilton Rodrigues (Trunpete) / Paulo William (Trombone) / Netinho (Clarinete)
- Coro: Feio, Mariza Fossa, Bebel e Cesar Neto
- Gravado nos Estúdios: Caverna, PlyGram (RJ) e MM Campinas (SP)
- Técnicos de Gravação: Márcio Gama e Julinho "Mancha"
- Assistentes de Gravação: Billy, Everaldo, Julio Martins e Cláudio Oliveira (RJ)
- Técnico de Gravação: André Mais (SP)
- Mixado no Estúdio: Mosh (SP)
- Técnico de Mixagem: Luíz Paulo
- Assistentes de Mixagem: Silas e Sandro
- Fotos: Marcio Scavone
- Produção Visual: Noely
- Logotipo: Mário Bag
- Arte: Tuninho de Paula e Ayssa Bastos
- Direção de Arte: Geraldo Alves Pinto

## Certificação e vendas
| Região                     | Certificação | Vendas  |
| -------------------------- | ------------ | ------- |
| Brasil (Pro-Música Brasil) | Ouro         | 500,000 |